# Kat Graham
Pour les articles homonymes, voir Graham.
Katerina « Kat » Graham, née le 5 septembre 1989 à Genève, en Suisse, est une actrice, autrice-compositrice-interprète,  réalisatrice artistique, productrice de musique, danseuse, mannequin et philanthrope américaine.
Après plusieurs petits rôles, au cinéma et à la télévision, elle se fait connaître par son rôle de Bonnie Bennett dans la série fantastique Vampire Diaries (2009-2017) diffusée sur la chaîne The CW aux États-Unis.

## Biographie

### Enfance et formation
Katerina ''Kat'' Alexandre Hartford Graham, est née le 5 septembre 1989 à Genève en Suisse.
Son père y travaillait comme journaliste pour l'ONU, et a grandi à Los Angeles en Californie. Elle est la fille d'un père américano-libérien, Joseph Graham, et d'une mère juive d'origine polonaise et russe, Natacha.
Le père de Katerina était producteur de musique. Il est aussi le parrain de deux des enfants de Quincy Jones. Son grand-père a été ambassadeur à l'ONU, aux Pays-Bas, en Suède, en Roumanie au Libéria, en Suisse pendant près de quarante ans. Ses parents divorcent lorsqu'elle a cinq ans.
Katerina a fréquenté l'école hébraïque et parle anglais, espagnol, hébreu et un peu portugais.

### Vie privée
En octobre 2012, Kat Graham se fiance à Cottrell Guidry (né le 4 juin 1985), son compagnon depuis plus de quatre ans,,. Le 12 décembre 2014, la presse annonce que le couple est séparé. En mai 2022, elle se fiance avec le réalisateur Darren Genet (né le 24 avril 1970), son compagnon depuis 2017. Le 12 juillet 2023, l'actrice annonce sur ses réseaux sociaux que le couple est séparé depuis plusieurs mois.
En octobre 2023, Kat Graham épouse Bryant Wood, son associé, qu'elle fréquente depuis juin 2023.

### Philanthropie
Kat Graham est membre du conseil Gay & Lesbian Alliance Against Defamation. Ambassadrice du The Water Project, elle aide à financer des puits d'eau propre dans des villages et des écoles d'Afrique.

## Carrière

### Publicités, danse, chant et télévision

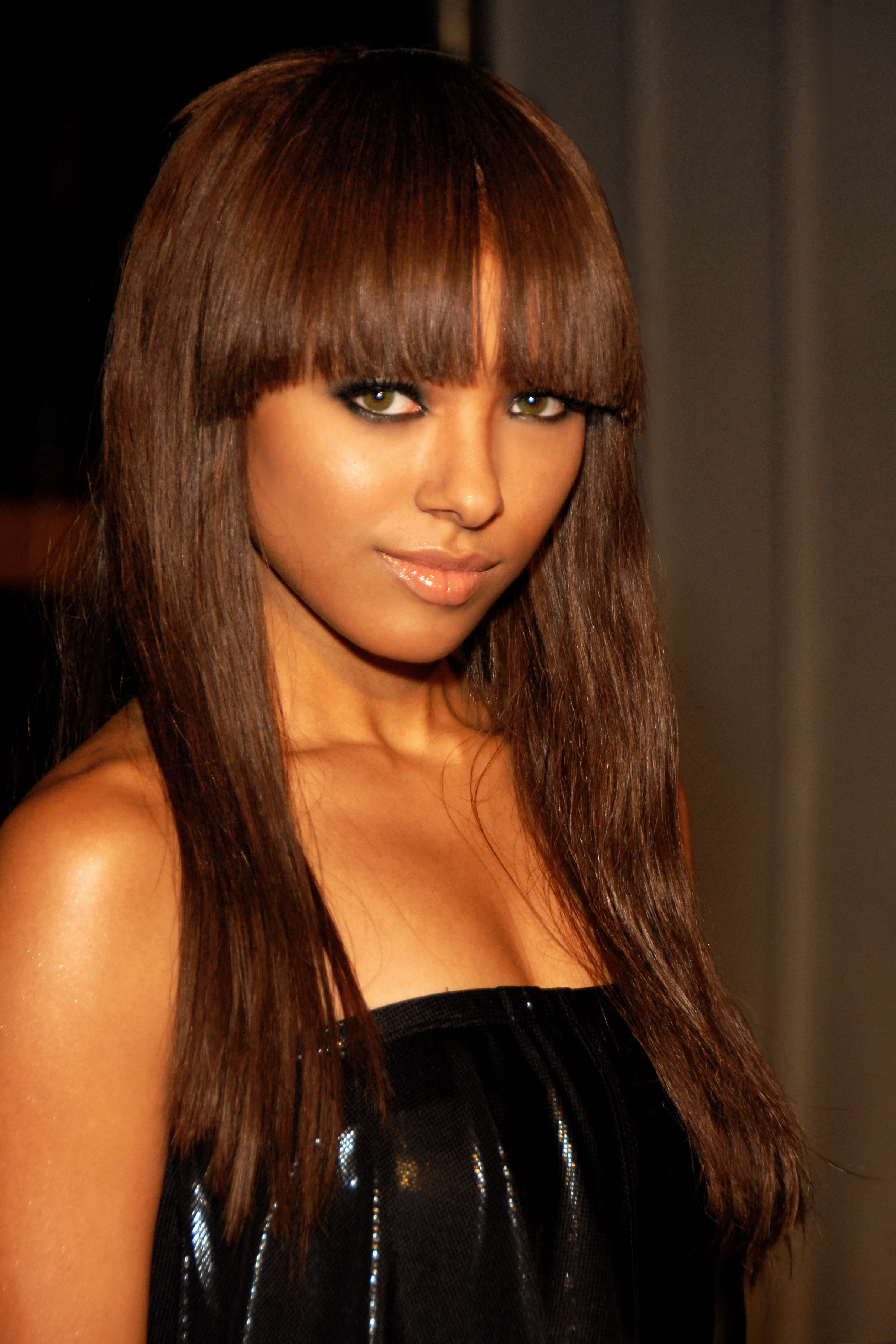
L'actrice photographiée lors d'une soirée organisée par le magazine Maxim, en 2009.

Katerina entre dans l'industrie du divertissement à l'âge de six ans. Jusqu'à 14 ans, elle apparaît dans des publicités pour des marques comme Barbie, K-Mart, Pop-Tart et Edison et des émissions de télévision comme Le Monde de Joan, Parents à tout prix et Lizzie McGuire. Sa première grande chance est de remplacer la jeune Christina Milian dans la série de Disney Channel Movie Surfers.
À l'âge de 15 ans, elle est choisie par le chorégraphe Fatima Robinson pour participer à la cérémonie des BET Awards en tant que danseuse de fond pour Lil Bow Wow. Cette expérience l'a ensuite menée par différents relais à être danseuse de fond pour Missy Elliott, Pharrell, Jamie Foxx et les chorégraphes Salut Hat et Michael Rooney.
En plus de ce travail d'actrice et de danseuse professionnelle, elle mène également une carrière d'artiste musicale. En 2002, elle écrit et interprète une chanson (Derailed) pour la bande originale du film Point d'impact ayant pour vedette Jean-Claude Van Damme. Cela lui permet d'acheter son propre studio et d'ajouter à sa liste des producteurs de talents. Même sans formation formelle de production, elle maîtrise vite les techniques et développe son style.
Un an plus tard, elle rencontre le producteur Damon Elliott (Pink, Mya, Destiny's Child), qui s'avère un mentor influent. Alors qu'ensemble ils travaillent sur le perfectionnement de ses compétences en tant que musicienne et productrice, elle continue à travailler en tant que comédienne, en multipliant les apparitions à la télévision : Les Experts, Newport Beach, Malcolm, La Vie avant tout et Hannah Montana. Elle se produit aussi dans des vidéos de musique, dont Mr Lonely de Akon, What If de 112, Used To Love You de John Legend, Why I Love You de B2K, Buddy de Musiq Soulchild et d'autres.
À 17 ans, Katerina est choisie par la société Coca-Cola dans le cadre d'une campagne internationale pour la commercialisation de ses boissons gazeuses Fanta. Pendant la promotion de la campagne en tant que membre de la « Fantanas » (comme Capri / Fraise), Katerina obtient son diplôme en techniques.
« Mon parcours est si varié, je n'ai jamais été du genre à vérifier ce que la prochaine personne fait », dit-elle. « Ma situation et mon esprit m'ont mise à part et je ne mélange pas ».

### Cinéma, révélation télévisuelle et musique

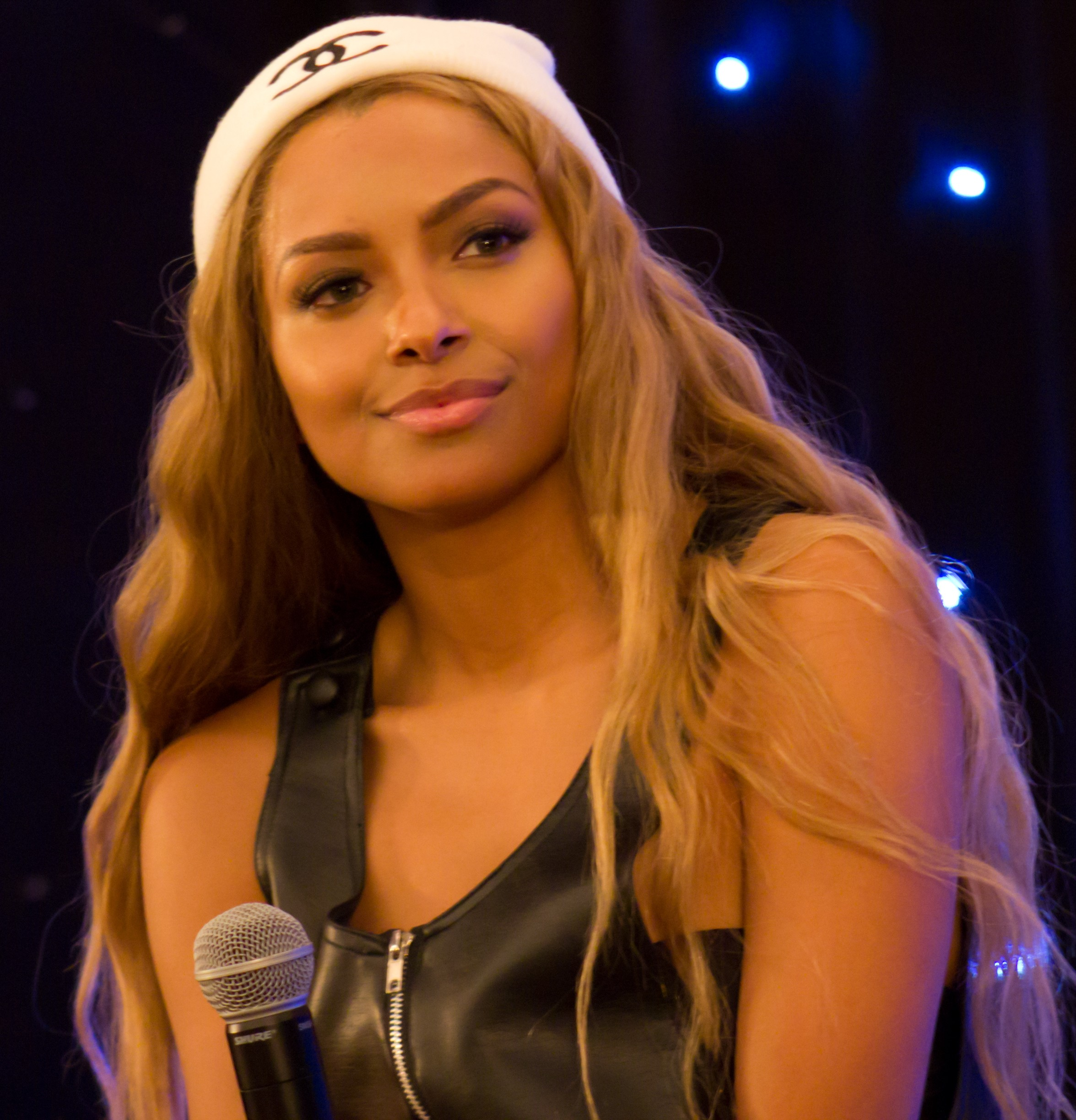
En 2013, pour la promotion de Vampire Diaries.

Elle continue de travailler dans la musique (sous le nom de Kat Graham) et la danse : elle a notamment effectué une tournée mondiale avec les Black Eyed Peas, sa voix est aussi sur deux chansons de Will.i.am (I Got It From My Mama et The Song Donque en duo avec le rappeur Snoop Dogg).
En 2008, elle est la vedette d'un téléfilm, Un Noël recomposé. Parallèlement, elle tourne dans son premier long métrage d'envergure pour la comédie 17 ans encore qui met en vedette Zac Efron et Matthew Perry.

En 2009, elle intègre le casting de la série télévisée fantastique Vampire Diaries, où elle joue le rôle de la gentille sorcière Bonnie Bennett. Elle découvre ses pouvoirs (clairvoyance, pyrokinésie, hydrokinésie et télékinésie) dans la première saison et les développe au début avec l'aide de sa grand-mère Sheila, sorcière également.

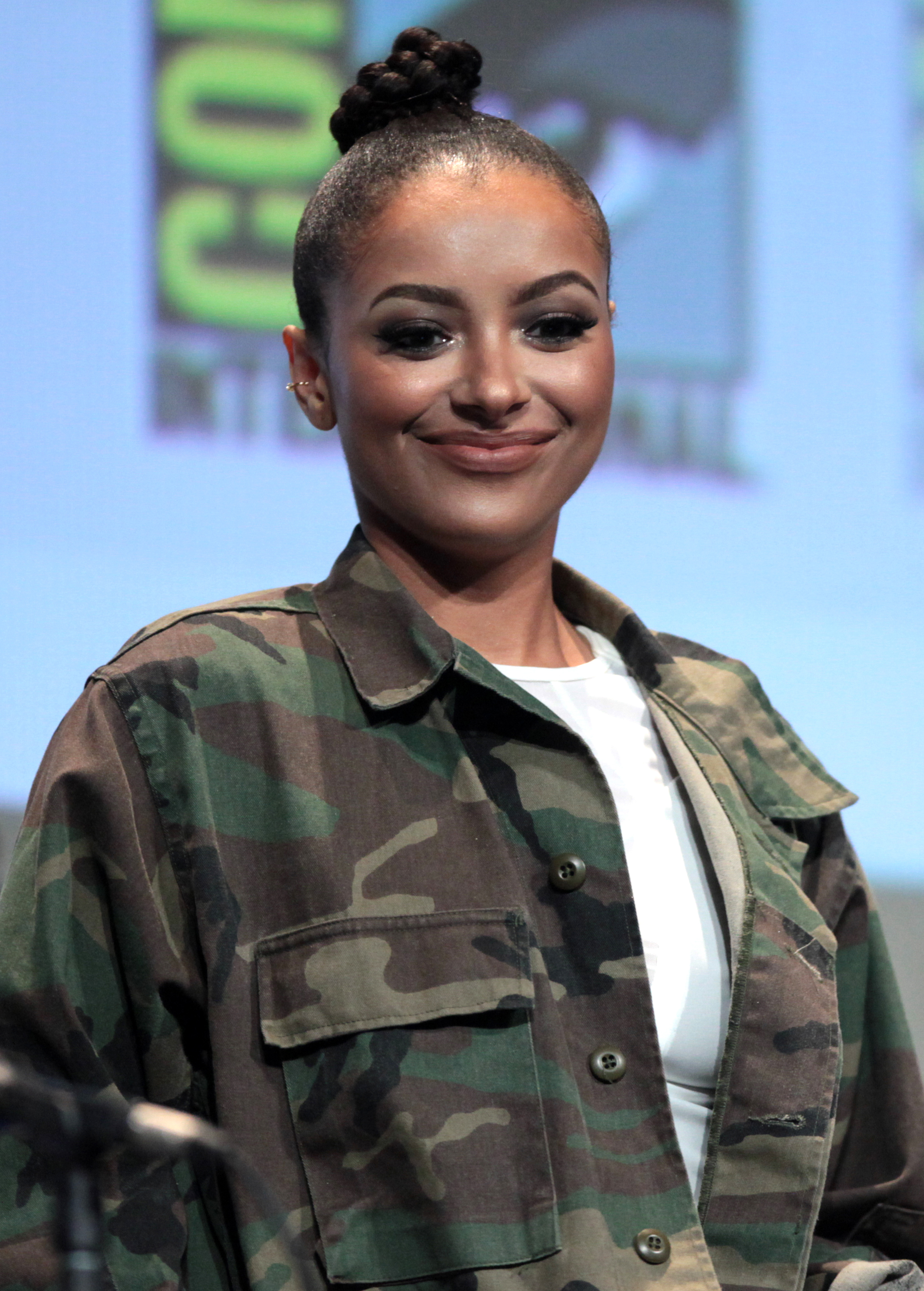
Lors du Comic-Con de San Diego 2015, pour la série télévisée Vampire Diaries.

Cette série, diffusée sur la chaîne The CW, rencontre un franc succès auprès du public, atteignant même des records d'audiences pour le réseau. Elle permet de révéler Katerina Graham au grand public. Elle est ainsi nommée, à plusieurs reprises, lors de la cérémonie des Teen Choice Awards.
En 2010, elle apparaît notamment dans les clips de Somebody to love du chanteur Justin Bieber et de Just a dream de Nelly.

En 2011, elle est à l'affiche de trois longs métrages : d'abord dans le rôle principal du film Dance Battle: Honey 2, qui fait suite à Honey avec Jessica Alba, réalisé par Bille Woodruff. Elle joue aussi le rôle principal du film Dance Fu, réalisé par Cedric the Entertainer, ainsi que dans le thriller The Roommate avec Leighton Meester, une actrice rendue populaire par la série télévisée Gossip Girl. Cette même année, elle remporte le Teen Choice Awards de la meilleure voleuse de vedette dans une série télévisée grâce à son travail sur Vampire Diaries.

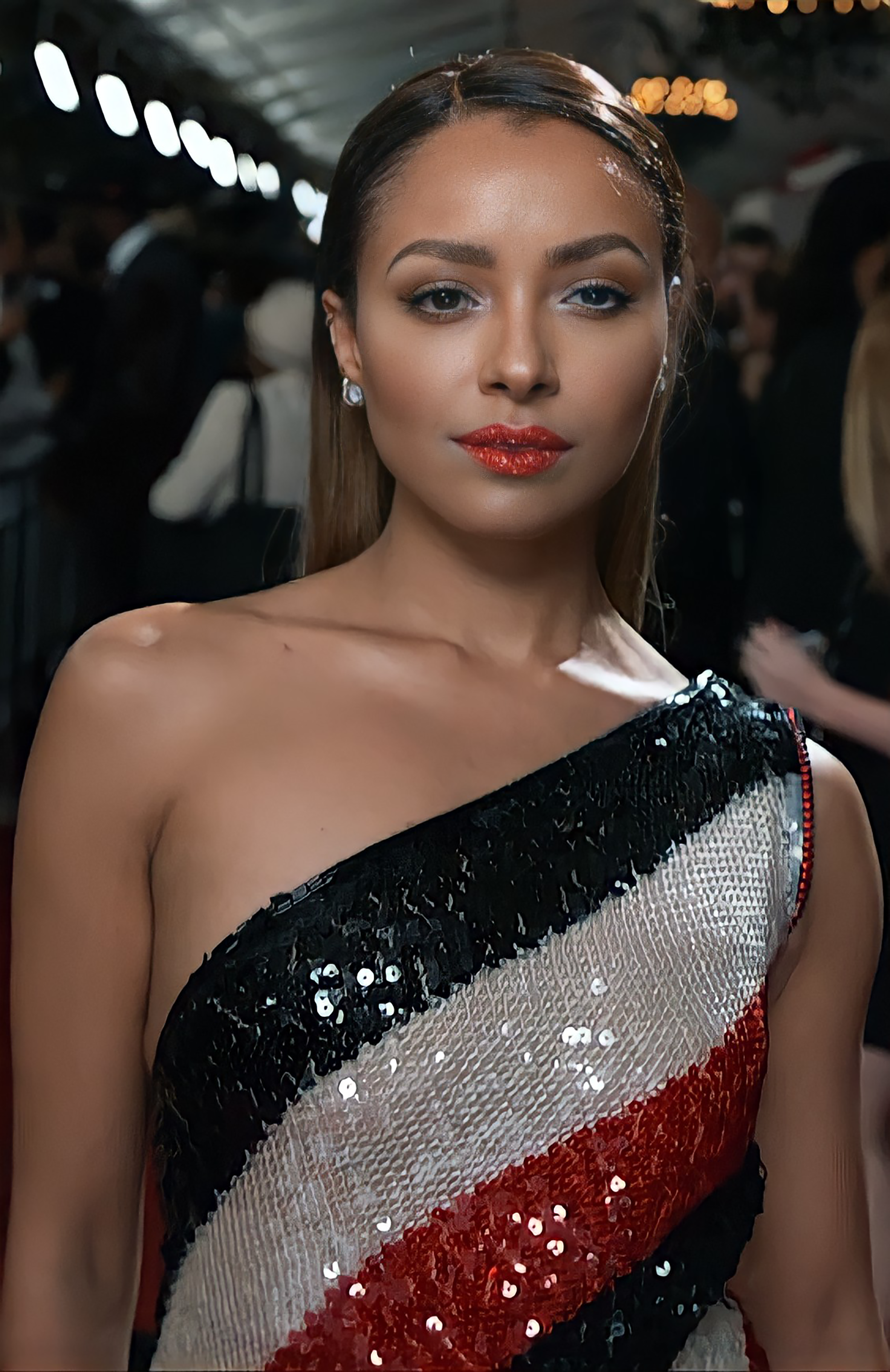
Lors de la 59e cérémonie des Grammy Awards, en 2017.

En 2012, elle profite de cette nouvelle notoriété pour sortir un EP intitulé Against the Wall, dans lequel figure notamment les singles Put Your Graffiti On Me et Wanna Say. Put Your Graffiti On Me atteindra la cinquième place du Billboard Dance Charts. Elle apparaît également dans le film indépendant Boogie Town aux côtés de Marques Houston et Brenda Song.
En 2013, elle commercialise un single pop Power accompagné d'un clip, qu'elle a travaillé avec le producteur de Demi Lovato. Elle retrouve justement la chanteuse, en juin 2014, pour une apparition dans son clip Really Don't Care qu'elle partage en duo avec Cher Lloyd.
En septembre 2015, elle sort son 1er album Roxbury Drive, dont le premier single est le titre 1991. Cette même année, elle joue les guest-star, le temps d'un épisode de la série télévisée Stalker.

En 2017, elle rejoint la distribution du drame All Eyez on Me, il s'agit d'un film biographique sur le rappeur américain Tupac Shakur. Elle incarne l'actrice Jada Pinkett Smith. Le film reçoit un accueil critique défavorable et peine à convaincre les spectateurs, entraînant même une controverse concernant de grossières incohérences. Jada Pinkett Smith en personne s'est exprimé et a déclaré que le film contenait des inexactitudes mais a cependant fait l'éloge de la performance de Graham. Cette même année, elle commercialise un single intitulé Sometimes, qui atteint la quatrième place du Billboard Dance Charts.

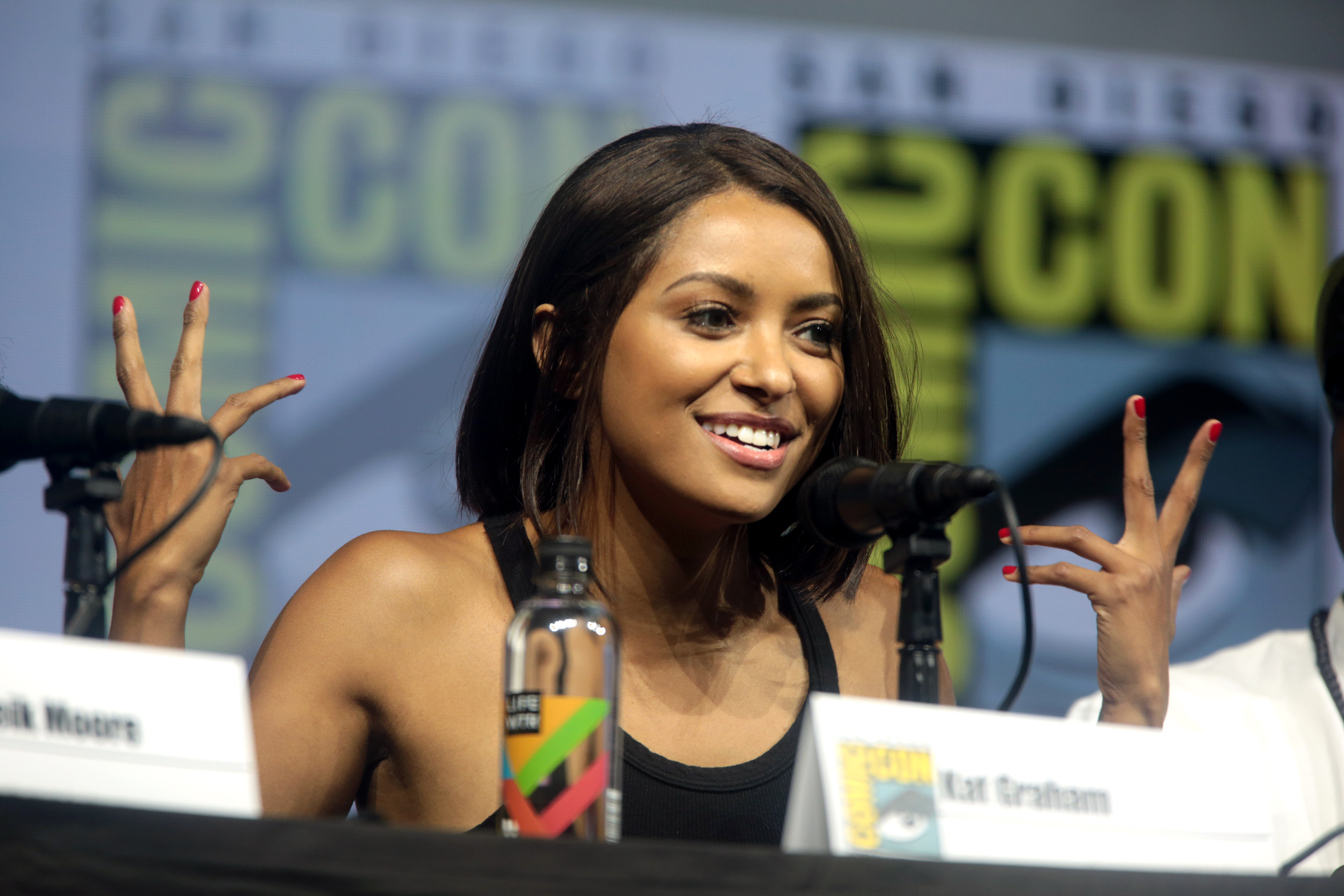
L'actrice au Comic-Con de San Diego en 2018 pour la promotion de Cut Throat City.

2017 marque également la fin de la série Vampire Diaries après huit saisons et 171 épisodes, l'actrice aura participé à chacune d’entre elles, récupérant le premier rôle féminin lors du départ de Nina Dobrev après la saison 6.
L'année suivante, elle est à l’affiche du thriller post-apocalyptique How It Ends donnant la réplique à Theo James et Forest Whitaker. Elle retrouve ce dernier pour le tournage de The Poison Rose dans lequel elle incarne la fille de Morgan Freeman aux côtés de John Travolta. Dans la foulée, elle signe pour interpréter le rôle principal d’un film fantastique produit par la plateforme Netflix, Christmas Calendar,. Elle retrouve ce même personnage dans L'alchimie de Noël, une production du même acabit portée par Vanessa Hudgens.
Parallèlement, elle pratique le doublage pour le personnage d'April O'Neil dans la série d'animation Le Destin des Tortues Ninja.
Enfin, elle joue sous la direction du rappeur RZA pour le film d’action Cut Throat City, mené par la distribution masculine, notamment composée de Wesley Snipes, Isaiah Washington et Terrence Howard.

## Filmographie

### Cinéma

#### Courts métrages
- 2015 : Muse de Darren Genet : Muse (également productrice)
- 2018 : Compassion Can't Wait de Jon Macht : l'infirmière

#### Longs métrages
- 1998 : À nous quatre de Nancy Meyers : Jackie
- 2004 : Les Vacances de la famille Johnson de Christopher Erskin : une danseuse
- 2006 : Forbidden Fruits de Marc Cayce : Candy (vidéofilm)
- 2009 : 17 ans encore de Burr Steers : Jamie
- 2011 : La Colocataire de Christian E. Christiansen : Kim
- 2011 : Dance Battle: Honey 2 de Bille Woodruff : Maria Ramirez
- 2011 : Dance Fu de Cedric the Entertainer : Chaka
- 2012 : Boogie Town de Chris Stokes : Ingrid*
- 2014 : Addicted de Bille Woodruff : Diamond
- 2017 : All Eyez on Me de Benny Boom : Jada Pinkett Smith
- 2017 : Where's the Money de Scott Zabielski : Alicia
- 2018 : How It Ends de David M. Rosenthal : Samantha Sutherland
- 2018 : The Holiday Calendar de Bradley Walsh : Abby Sutton
- 2019 : The Poison Rose de George Gallo : Rose
- 2020 : Cut Throat City de RZA : Demyra
- 2020 : Emperor de Mark Amin : Delores
- 2020 : Un Noël tombé du ciel de Martin Wood : Erica Miller
- 2022 : Le Destin des Tortues Ninja, le film (Rise of the Teenage Mutant Ninja Turtles: The Movie) d'Ant Ward et Andy Suriano : April O'Neil (voix)
- 2022 : Love in the villa de Mark Steven Johnson : Julie Hutton
- 2025 : La Duplicité (Duplicity) de Tyler Perry : Marley Wells

### Télévision

#### Séries télévisées
- 2002 : Lizzie McGuire : Posse Member 2 (1 épisode)
- 2003 : La Vie avant tout : Ashley Collins (1 épisode)
- 2003 : Malcolm : Val (1 épisode)
- 2004 : Le Monde de Joan : Angela (1 épisode)
- 2004 : La Famille en folie : Une fille (1 épisode)
- 2004 : Parents à tout prix : Laura (1 épisode)
- 2006 : Newport Beach : Kim (1 épisode)
- 2006 : Les Experts : Tisha (1 épisode)
- 2007 : Greek : Une danseuse (1 épisode, non créditée)
- 2008 - 2009 : Hannah Montana : Allison (3 épisodes)
- 2015 : Stalker : Christine Harper (1 épisode)
- 2009 - 2017 : Vampire Diaries : Bonnie Bennett (rôle principal - saisons 1 à 8)
- 2018 - 2019 : Rise of the Teenage Mutant Ninja Turtles : April O'Neil (voix, 20 épisodes)

#### Téléfilms
- 2007 : Hell on Earth de Dennie Gordon : Felicia
- 2008 : Un Noël recomposé de Armand Mastroianni : L'assistante de Bernie
- 2022 : Vague de chaleur (Heatwave) de Ernie Barbarash : Claire Valens

### Comme productrice
- 2015 : From the Top de Guy Ross (téléfilm)

### Émissions de télévision
- 2022 : The Masked Singer : elle-même dans le personnage de Miss Robot (saison 8)

## Discographie

### Influences
Parmi ses inspirations, très éclectiques, l'actrice et chanteuse cite le rappeur Tupac Shakur, le groupe de R&B Destiny's Child, le groupe de rock The Beatles, le groupe de pop Spice Girls ou encore Janet Jackson, M.I.A., Gwen Stefani, Grace Jones, Prince et Madonna,,.
Elle décrit sa musique comme un son vintage des années 1990 avec une touche de modernité.

### Albums / EP
| Titres                | Détails                                                                                |
| --------------------- | -------------------------------------------------------------------------------------- |
| Against The Wall (EP) | - Sortie : 2012 - Label : A&M Octone Records - Formats : Téléchargement légal          |
| Roxbury Drive         | - Sortie : septembre 2015 - Label : Sound Zoo Records - Formats : Téléchargement légal |
| Love Music Funk Magic | - Sortie : juin 2017 - Label : Sound Zoo Records - Formats : Téléchargement légal      |

Source

### Singles

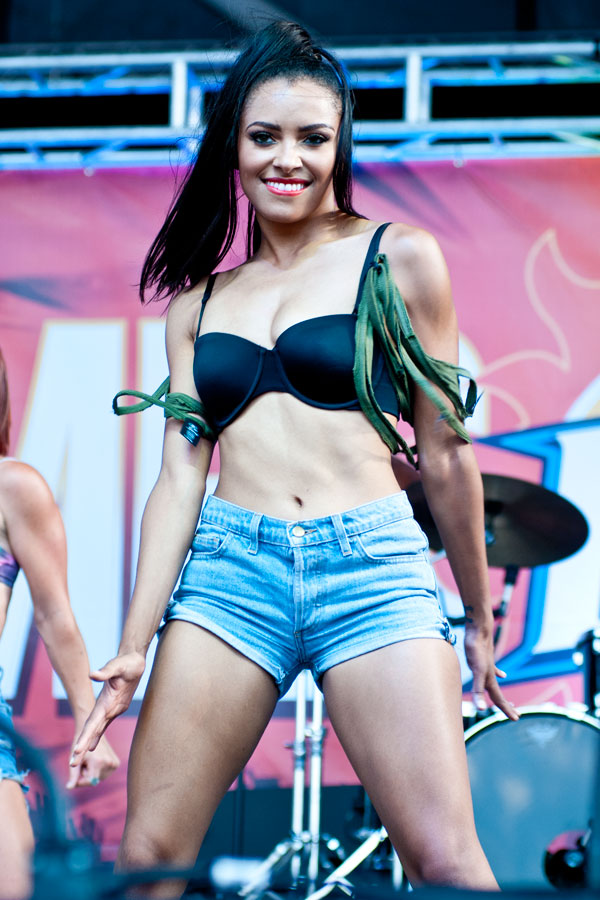
Photographiée sur scène, en 2012.

- 2007 : Will.i.am - I Got It From My Mama

- 2007 : Will.i.am ft. Snoop Dogg - Donque Song
- 2008 : Down Like That
- 2008 : Boyfriend's Back
- 2009 : Star Now
- 2010 : Boom Kat
- 2010 : Sassy
- 2010 : Only Happy When It Rains
- 2010 : Cold Hearted Snake
- 2011 : Honey 2
- 2011 : Mr.Vain
- 2011 : Black And Jewish
- 2011 : I Want It All
- 2011 : Love Will Never Do Without An Escapade
- 2012 : Put Your Graffiti On Me
- 2012 : Heartkiller
- 2013 : Wanna Say
- 2013 : Power
- 2015 : 1991
- 2015 : Secrets ft. BabyFace
- 2016 : All Your Love
- 2017 : Sometimes
- 2018 : Chrismas Wish (The Holiday Calendar)

### Clips vidéos
- 2002 : B2K - Why I Love You
- 2004 : Akon - MR Lonely
- 2004 : John Legend - Used to Love U
- 2008 : Boyfriend's Back
- 2009 : Boom Kat
- 2010 : Justin Bieber - Somebody to Love
- 2010 : Nelly - Just A Dream
- 2010 : Cold Hearted Snake
- 2011 : Love Will Never Do Without An Escapade
- 2011 : I want it all
- 2011 : Sassy
- 2012 : Funny or Die - Black And Jewish (black and yellow parodie)
- 2012 : Put Your Graffiti On Me
- 2013 : Wanna Say
- 2013 : Power
- 2013 : (One stop) Thrift shop - Macklemore parody/out of the closet
- 2014 : Demi Lovato ft. Cher Lloyd - Really Don't Care
- 2015 : 1991
- 2015 : Secrets
- 2016 : All Your Love
- 2017 : Sometimes

## Distinctions

### Récompenses
- Teen Choice Awards : 
  - 2011 : Meilleure voleuse de vedette dans une série (pour Vampire Diaries)
  - 2017 : Meilleure actrice dans une série de Science-fiction/Fantastique (pour Vampire Diaries)
- Black Women in Film Association : 
  - 2014 : Prix de la créativité (pour ses contributions dans le cinéma et la télévision)

- Westfield International Film Festival 2019 : Humanitarian in Film

### Nominations
- Teen Choice Awards : 
  - 2010 : Meilleure voleuse de vedette dans une série (pour Vampire Diaries)
  - 2012 : Meilleure actrice dans une série de science-fiction ou fantastique (pour Vampire Diaries)
  - 2013 : Meilleure actrice dans une série de science-fiction ou fantastique (pour Vampire Diaries)
  - 2014 : Meilleure actrice dans une série de science-fiction ou fantastique (pour Vampire Diaries)
  - 2015 : Meilleure alchimie dans une série (avec Ian Somerhalder pour Vampire Diaries)
  - 2015 : Meilleure voleuse de vedette dans une série (pour Vampire Diaries)
  - 2016 : Meilleure actrice dans une série de science-fiction ou fantastique (pour Vampire Diaries)
  - 2016 : Meilleure alchimie dans une série (avec Ian Somerhalder pour Vampire Diaries)
- Youth Rock Awards : 
  - 2011 : "Rockin" Actress (TV)" (pour Vampire Diaries)

- MTV Fandom Awards : 
  - 2015 : "Couple de l'année" (avec Ian Somerhalder pour Vampire Diaries)